# Tjaša Iris
Tjaša Iris (tudi Tjaša Demšar), slovenska slikarka, * 5. oktober 1968, Kranj
Otroštvo je preživela v Žireh. Leta 1995 je pridobila magistrski naziv (M.F.A) iz slikarstva na Akademiji Minerva v Groningenu na Nizozemskem. Pri slikanju uporablja intenzivne barve.
Leta 2006 si je priimek Demšar spremenila v Iris. Na Kickstarterju je leta 2013 želela zbrati 4500 ameriških dolarjev za dve samostojni razstavi na Tajskem, zbrala pa je 207 ameriških dolarjev.

## Razstave
- 12. 10. 2000 – 5. 11. 2000, Galerija Murska Sobota, samostojna razstava[5]
- 22. 4. - 30. 5. 2009, Galerija Meduza Koper, samostojna razstava[6]
- 22. 11. - 22.12. 2016, Razstava Slovenindia, Nacionalna galerija moderne umetnosti v New Delhiju, skupinska razstava izbranih slovenski umetnikov [3][7]